# 林瑞良
林瑞良（1966年10月—），男，福建省安溪县西坪镇龙地村人，中华人民共和国政治人物，1988年7月參加工作，1993年5月加入中國共產黨。曾任中共南平市委书记，现任福建省副省长。

## 生平
林瑞良於1993年畢業於福州大學土建系軟土地基專業，曾任福州市建設局黨組書記、局長、副局長、總工程師，福州市倉山區政府常務副區長，福州市人民政府副秘書長，2010年7月出任福州市建設委員會主任。2011年12月升任福州市人民政府黨組成員，市城鄉建設委員會黨組書記兼主任。2012年1月升任福州市人民政府副市長，在任期间，他负责福州市的城乡规划、城市建设、城市管理、房产管理、城市园林绿化等工作。
2014年10月调任福建省住房和城乡建设厅副廳長，2016年9月升任廳長。2020年，時任福建省住房和城鄉建設廳廳長林瑞良因處理2020年泉州欣佳酒店倒塌事故不力，被福建省纪委、省監委給予政務記過處分。
2021年10月，升任福建省人民政府秘書長、黨組成員，福建省人民政府办公厅黨組書記。同年12月调任中共南平市委書記。
2023年1月7日，任福建省副省长。

## 榮譽
曾獲全國五一勞動獎章、福建省人民滿意的公務員、福建省先進工作者、福建省勞動模範等榮譽稱號。

## 外部鏈接
- 個人簡歷 （页面存档备份，存于）

| 中国共产党职务         | 中国共产党职务                                   | 中国共产党职务 |
| ---------------------- | ------------------------------------------------ | -------------- |
| 前任： 林文斌          | 中国共产党南平市委员会书记 2021年12月－2023年2月 | 繼任： 袁超洪  |
| 中華人民共和國政府职务 |                                                  |                |
| 前任： 黄新銮          | 福建省人民政府秘书长 2021年10月－2021年12月      | 繼任： 吴南翔  |